# Kristine Kaas Krog
Kristine Kaas Krog (født 1975) er en dansk lokalpolitiker. Ved kommunalvalget i 2017 blev hun af medierne udråbt som borgmester i Fanø Kommune, hvor hun stillede op for Fanø Lokalliste.  Krog havde modtaget borgmesterkæden fra tidligere borgmester fra Venstre Erik Nørreby, men 9. december fik Sofie Valbjørn fra Alternativet i stedet flertallets opbakning, og Krog blev derfor alligevel ikke borgmester. Krog udtrådte af Fanø byråd i foråret 2021, hvortil hun første gang blev valgt i 2013.

## Baggrund
Hun er uddannet cand.negot. fra Syddansk Universitet og arbejder som marketing- og kommunikationsansvarlig i en virksomhed i Esbjerg.